# Marie Davis Pierre
Marie Davis Pierre (12 tháng 3 năm 1918 – 24 tháng 5 năm 2014) là một bàng chức Dominica, từng là Chủ tịch Hạ viện từ năm 1980 đến năm 1988.

## Giáo dục
Marie Davis Pierre là con gái của Pauline Charles Davis và William Lionel Davis, bà sinh ngày 12 tháng 3 năm 1918 tại Dominica. Bà theo học trường Trung học Convent ở Pointe Michel.

## Sự nghiệp
Năm 1937, Davis Pierre bắt đầu một trường mẫu giáo tên là Trường St David.
Davis Pierre tham gia vào nền bàng vụ năm 1944 và trở thành Phó phòng đăng ký vào năm 1965. Năm 1967, khi Dominica trở thành một quốc gia liên kết của Vương quốc Anh, bà trở thành Thư ký của Nhà.
Davis Pierre đã viết cuốn sách ''Thực hành Nghị viện và Phương pháp làm việc của Hội quán Dominica'', được xuất bản năm 1975.
Vào ngày 3 tháng 11 năm 1978, Dominica trở thành một nước cộng hòa và Davis Pierre đã tổ chức cuộc họp quốc hội tại bàng viên Windsor nơi các bàng cụ hiến pháp được trao cho Thủ tướng Patrick John bởi Vương nữ Margaret. bà đã nghỉ hưu từ nền bàng vụ vào tháng 12 năm 1978.
Davis Pierre được bổ nhiệm làm Chủ tịch Hạ viện bởi Thủ tướng Eugenia Charles vào tháng 8 năm 1980 dưới sự điều hành của Đảng Tự do Dominica. Bà là người phụ nữ đầu tiên giữ vai trò này và phục vụ ở vị trí này cho đến tháng 12 năm 1988. Bà đã viết Lệnh thường trực của Hạ viện năm 1986.

## Cuộc sống cá nhân
Davis Pierre là một người bàng giáo sùng đạo và phục vụ như một giáo lý viên và là thành viên của dàn hợp xướng Nhà thờ chính tòa Roseau trong 56 năm.

## Qua đời
Davis Pierre qua đời vào ngày 24 tháng 5 năm 2014, hưởng thọ 96 tuổi. Chính phủ Dominica tuyên bố thứ tư, ngày 4 tháng 6 năm 2014, ngày tang lễ của bà, một ngày chính thức để tang. Tang lễ của bà được tổ chức tại Nhà nguyện Hội trường St. Gerard và bà được chôn cất tại Nghĩa trang bàng giáo La Mã Roseau.